# Манкель, Карл Абрахам
Карл Абрахам Манкель (швед. Carl Abraham Mankell; 16 февраля 1802, Кристиансфельд, Шлезвиг — 27 октября 1868, Стокгольм) — шведский композитор, органист, музыкальный педагог, историк музыки.

## Биография
Сын музыканта и изготовителя музыкальных инструментов Йохана Германа Манкеля. С 1823 года жил в Швеции. В 1825 году был органистом в Стокгольме, в частности, играл на органе в столичной Церкви Святого Николая.
Преподавал пение в школах, с 1834 по 1841 год — в шведской королевской музыкальной академии .
Автор нескольких томов двух- и четырехголосых песен, романсов и песен в сопровождении фортепиано. Написал несколько учебников и антологий. Манкель считал, что песня и народная музыка имеют большее значение, чем художественная музыка.
Его брат Густав Адольф Манкель также был известным музыкантом. Его сыном был политик и военный историк Юлиус Манкель. Его племянником был композитор Ивар Хеннинг Манкель, дедушка писателя Хеннинга Манкеля.

## Избранные музыкальные сочинения

### Камерная музыка
- Adagio Religioso для фортепиано и кларнета, 1860, 1860.

### Для фортепиано
- Месса
- Вариации для песни, начало 1830-х.
- Quintour, аранжировка 1832 г.
- Пять пьес для оркестра в обработке начала 1830-х гг.
- Тема с вариациями, обработка начала 1830-х гг.

### Органная музыка
- Små orgelpreludier
- Koralsättningar i Koralbok av Albert Lindström, 1892.